# 珍富站
珍富站（：／ Jinbu yeok */?）是江陵線沿線的一座鐵路車站，位於韓國江原特別自治道平昌郡珍富面，有KTX列車停靠。此站與平昌奧運體育場、阿爾卑西亞度假村相當接近，設有來回兩線道的道路連結；並為京江線新設站舍當中唯一可停靠KTX-I的車站。

## 車站結構
站體為2面4線的雙島式月台。

### 月台配置
| ↑ 平昌                             |
| ４３ \| ２１ \|                    |
| 江陵（江陵線）↓／正東津（嶺東線）↓ |

| 月台 | 路線   | 車種 | 目的地                          |
| ---- | ------ | ---- | ------------------------------- |
| 1、2 | 江陵線 | KTX  | 往 江陵、正東津、東海方向       |
| 3、4 | 江陵線 | KTX  | 往 平昌、清涼里、首爾、幸信方向 |

## 歷史
- 2017年12月22日：落成啟用。

## 相鄰車站
韓國鐵道公社
京江線
平昌－珍富－江陵